# Liste der Kulturdenkmäler in Merenberg
Die folgende Liste enthält die in der Denkmaltopographie ausgewiesenen Kulturdenkmäler auf dem Gebiet  der Gemeinde Merenberg, Landkreis Limburg-Weilburg, Hessen.
Hinweis: Die Reihenfolge der Denkmäler in dieser Liste orientiert sich zunächst an Ortsteilen und anschließend der Anschrift, alternativ ist sie auch nach der Bezeichnung, der vom Landesamt für Denkmalpflege vergebenen Nummer oder der Bauzeit sortierbar.
Kulturdenkmäler werden fortlaufend im Denkmalverzeichnis des Landes Hessen durch das Landesamt für Denkmalpflege Hessen auf Basis des Hessischen Denkmalschutzgesetzes (HDSchG) geführt. Die Schutzwürdigkeit eines Kulturdenkmals hängt nicht von der Eintragung in das Denkmalverzeichnis des Landes Hessen oder der Veröffentlichung in der Denkmaltopographie ab.

## Kulturdenkmäler nach Ortsteilen

### Allendorf
| Bild                | Bezeichnung         | Lage                                                         | Beschreibung                                                                             | Bauzeit                                 | Objekt-Nr. |
| ------------------- | ------------------- | ------------------------------------------------------------ | ---------------------------------------------------------------------------------------- | --------------------------------------- | ---------- |
| weitere Bilder      | Gesamtanlage        | Allendorf, Gesamtanlage Allendorf Lage                       | Ortskern mit offen gruppierten Fachwerkgehöften                                          | im Wesentlichen aus dem 18. Jahrhundert | 51813 DDB  |
| weitere Bilder      | Altes Rathaus       | Allendorf, Hasselbacher Straße 1 LageFlur: 3, Flurstück: 1   | Satteldachbau mit Erdgeschoss aus Bruchstein und Obergeschoss in Fachwerk                | um 1830                                 | 51815 DDB  |
| weitere Bilder      | Evangelische Kirche | Allendorf, Limburger Straße o. Nr. LageFlur: 4, Flurstück: 7 | An Stelle der mittelalterlichen Kirche errichteter barocker Saalbau mit Haubendachreiter | 1729                                    | 51817 DDB  |
|                     |                     | Allendorf, Limburger Straße 5 LageFlur: 4, Flurstück: 10/1   | Bäuerliches Wohnhaus mit symmetrisch geordnetem Schaugiebel                              | 18. Jahrhundert                         | 51819 DDB  |
|                     |                     | Allendorf, Limburger Straße 6 LageFlur: 2, Flurstück: 24     | Einhaus-Gehöft                                                                           | um 1800                                 | 51821 DDB  |
|                     |                     | Allendorf, Limburger Straße 16 LageFlur: 3, Flurstück: 7     | Platzbild prägende Hofreite aus Wohnhaus und Sichtfachwerkscheune                        | um 1800                                 | 51823 DDB  |
|                     |                     | Allendorf, Limburger Straße 20 LageFlur: 3, Flurstück: 9     | Offen gruppierte Hofreite                                                                | Mitte des 18. Jahrhunderts              | 51824 DDB  |
|                     |                     | Allendorf, Pfarrgasse 4 LageFlur: 4, Flurstück: 15           | Sichtfachwerkbau                                                                         | 18. Jahrhundert                         | 51826 DDB  |
| Ehemaliger Pfarrhof | Ehemaliger Pfarrhof | Allendorf, Pfarrgasse 5 LageFlur: 4, Flurstück: 14/2         | Fachwerkbau                                                                              | 1619                                    | 51828 DDB  |

### Barig-Selbenhausen
| Bild            | Bezeichnung | Lage                                                              | Beschreibung       | Bauzeit                           | Objekt-Nr. |
| --------------- | ----------- | ----------------------------------------------------------------- | ------------------ | --------------------------------- | ---------- |
|                 |             | Barig-Selbenhausen, Schulstraße 16 LageFlur: 5, Flurstück: 110/1  | Sichtfachwerkbau   | 17. oder 18. Jahrhundert          | 51830 DDB  |
| weitere Bilder  |             | Barig-Selbenhausen, Schulstraße 75 LageFlur: 4, Flurstück: 9/12   | Schmuckfachwerkbau | erste Hälfte des 18. Jahrhunderts | 51832 DDB  |
| Bild gesucht BW |             | Barig-Selbenhausen, Zum Stockbrunnen 4 LageFlur: 4, Flurstück: 57 | Fachwerkbau        | um 1700                           | 51834 DDB  |

### Merenberg
| Bild                    | Bezeichnung               | Lage                                                                           | Beschreibung | Bauzeit                                  | Objekt-Nr. |
| ----------------------- | ------------------------- | ------------------------------------------------------------------------------ | --- | ---------------------------------------- | ---------- |
| weitere Bilder          | St.-Jakobskirche          | Merenberg, Bei Appenkirch LageFlur: 2, Flurstück: 6                            | Kirche des ehemaligen Dorfs Appenkirche. Seit dem 16. Jahrhundert Kapelle des Friedhofs.                                                                          | vermutlich um 1200                       | 51811 DDB  |
| weitere Bilder          | Jüdischer Friedhof        | Merenberg, Beim Judenkirchhof o. Nr. LageFlur: 9, Flurstück: 115/1, 115/2, 118 | Einzelne erhaltene Grabsteine mit hebräischen Inschriften |                                          | 51809 DDB  |
| weitere Bilder          | Gesamtanlage              | Merenberg, Gesamtanlage Merenberg Lage                                         | ehemals ummauerte Straßensiedlung unterhalb der Burg mit ungefähr 25 Gehöften                                                                                     |                                          | 51784 DDB  |
| weitere Bilder          |                           | Merenberg, Heckholzhäuser Straße 1 LageFlur: 6, Flurstück: 70                  | Fachwerkbau | frühen 19. Jahrhundert                   | 51792 DDB  |
| weitere Bilder          | Brunnenanlage             | Merenberg, Im Hof (Ecke Kirschbacher Weg) LageFlur: 6, Flurstück: 219          | Neuere Brunnenanlage an einem historischen Brunnenschacht des Wirtschaftshofs Im Hof 14/16. Gusseiserne Viehtränke des späten 19. Jahrhunderts.                   | Ende 19. Jahrhundert                     | 51788 DDB  |
| weitere Bilder          |                           | Merenberg, Im Hof 8 LageFlur: 6, Flurstück: 206/11                             | Wohnhaus einer Hofreite | 1734                                     | 51801 DDB  |
| weitere Bilder          | Ehemaliger Wirtschaftshof | Merenberg, Im Hof 14/16 LageFlur: 6, Flurstück: 209, 210                       | Wirtschaftshof | vermutlich im 16. Jahrhundert            | 51803 DDB  |
| weitere Bilder          | Evangelische Kirche       | Merenberg, Kirchstraße 18 LageFlur: 7, Flurstück: 29                           | 1601 und 1719 erweiterte Kirche. Der östliche Teil, insbesondere die Sakristei, geht vermutlich auf die 1296 gestiftete Marienkapelle zurück.                     | 1296                                     | 51790 DDB  |
|                         |                           | Merenberg, Kirchstraße 27/29 LageFlur: 7, Flurstück: 83, 84                    | Fachwerkbau mit Schaugiebel | um 1700                                  | 51793 DDB  |
| weitere Bilder          | Torturm                   | Merenberg, Kirchstraße 38 LageFlur: 7, Flurstück: 94                           | Westlicher Torturm der Stadtmauer | um 1300 Das Fachwerk wurde 1664 ergänzt. | 51796 DDB  |
| weitere Bilder          | Küferhaus                 | Merenberg, Mittelgasse 3 LageFlur: 7, Flurstück: 67                            | Fachwerkwohnhaus mit reichem Schnitzdekor am Obergeschoss | 1682                                     | 51797 DDB  |
|                         |                           | Merenberg, Mittelgasse 9 LageFlur: 7, Flurstück: 71                            | Sichtfachwerkbau | frühen 18. Jahrhundert                   | 51799 DDB  |
| weitere Bilder          | Burgruine Merenberg       | Merenberg, Schloßberg o. Nr. LageFlur: 7, Flurstück: 5                         | Mittelalterliche Gipfelburg. Der erhaltene Bergfried entspricht dem Stand der Wehrtechnik des 14. Jahrhunderts. Weiterhin ist die Südwestecke des Palas erhalten. | 12. Jahrhundert                          | 51786 DDB  |
| Evangelisches Pfarrhaus | Evangelisches Pfarrhaus   | Merenberg, Untergasse 21 LageFlur: 6, Flurstück: 72/1                          | Klassizistischer Putzfachwerkbau | 1829                                     | 51806 DDB  |
| Dreiseithof             | Dreiseithof               | Merenberg, Weilburger Straße 13 LageFlur: 6, Flurstück: 163                    | Wohnhaus, Scheunen- und Stallgebäude | wahrscheinlich 1802                      | 51808 DDB  |

### Reichenborn
| Bild            | Bezeichnung                      | Lage | Beschreibung                                                          | Bauzeit                     | Objekt-Nr. |
| --------------- | -------------------------------- | --- | --------------------------------------------------------------------- | --------------------------- | ---------- |
| weitere Bilder  | Evangelische Kapelle             | Reichenborn, Kirchplatz LageFlur: 4, Flurstück: 111                                                                                               | romanische Wehrkirche aus Chorturm und keinem Schiff                  | um oder vor 1250            | 51836 DDB  |
| Bild gesucht BW | Mittelmühle und Vöhlerbachbrücke | Reichenborn, Mittelmühle 1, Von Reichenborn nach Merenberg, Vöhler Bach, Merenberger Weg LageFlur: 1, 2, 8, Flurstück: 36/3, 36/3, 15, 18, 37, 48 | Stattliches Mühlengebäude mit Steinbrücke des frühen 19. Jahrhunderts | 1808                        | 51840 DDB  |
| weitere Bilder  | Ehemalige Volksschule            | Reichenborn, Rückershäuser Straße 7 LageFlur: 4, Flurstück: 133/2                                                                                 | Spätklassizistischer Fachwerkbau                                      | ausgehenden 19. Jahrhundert | 51838 DDB  |

### Rückershausen
| Bild          | Bezeichnung   | Lage                                                      | Beschreibung | Bauzeit | Objekt-Nr. |
| ------------- | ------------- | --------------------------------------------------------- | ------------ | ------- | ---------- |
| Hakenhofreite | Hakenhofreite | Rückershausen, Hauptstraße 12 LageFlur: 9, Flurstück: 7/3 | Hofreite     |         | 51841 DDB  |